# کارل کرستین هال
کارل کرستین هال (انگلیسی: Carl Christian Hall; ۲۵ فوریهٔ ۱۸۱۲ – ۱۴ اوت ۱۸۸۸) یک دیپلمات اهل دانمارک بود.